# Dobsonia emersa
Dobsonia emersa es una especie de murciélago de la familia Pteropodidae.

## Distribución geográfica
Es endémica de Indonesia.